# Bateria dwuuchwytowa

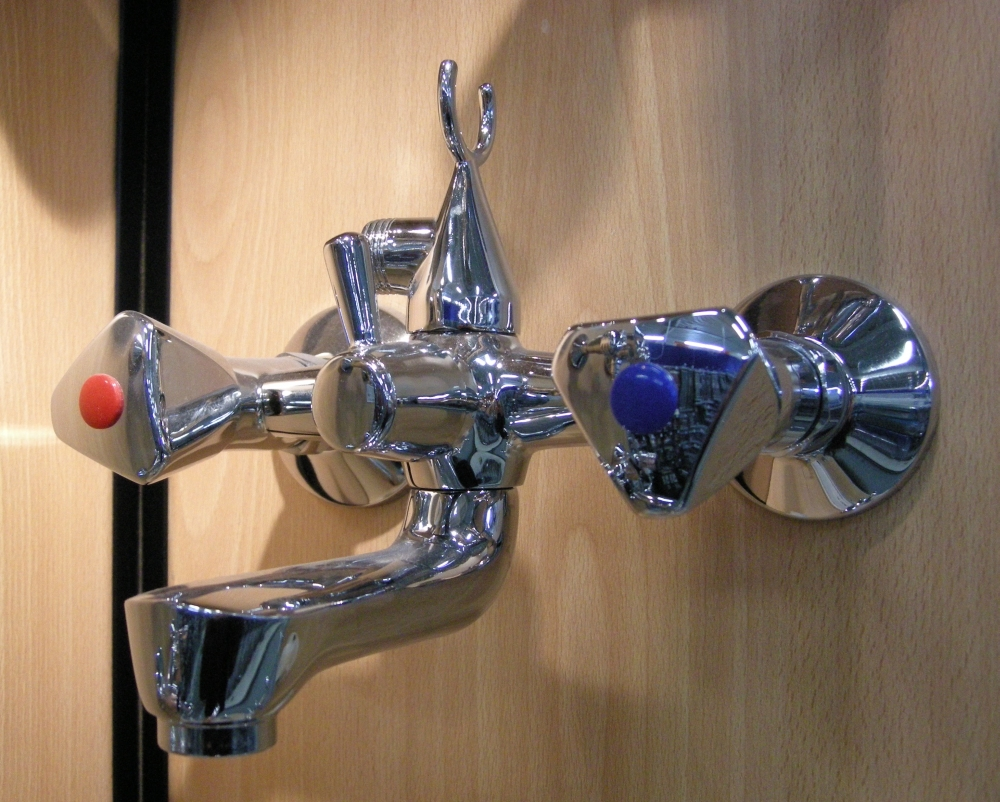
Bateria dwuuchwytowa ścienna

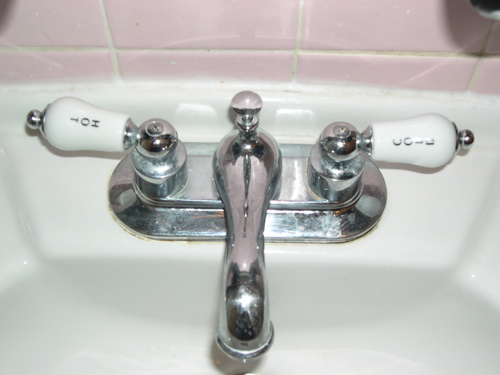
Bateria dwuuchwytowa stojąca

Bateria dwuuchwytowa (z dwoma kurkami) – typ baterii, w której mieszanie wody odbywa się poprzez regulację pokrętłami zaworów ciepłej i zimnej wody. W ten sposób regulowane są temperatura i strumień wypływającej wody. Ustawianie odpowiedniej temperatury może trwać nawet kilkadziesiąt sekund, powodując zwiększone zużycie wody. Alternatywą dla baterii dwuuchwytowej może być bateria termostatyczna wyposażona w termostat, który pozwala na ustawienie optymalnej temperatury wypływającego strumienia. Ten proces dokonuje się automatycznie, co eliminuje potrzebę spuszczania wody w celu ręcznego dokonania regulacji – ogranicza to jej niepotrzebne zużycie.